# كاتسويوكي ساإيتو
كاتسويُوكي ساإيتو (باليابانية: 斎藤 克幸) (7 أبريل 1973 في فوكوشيما في اليابان – )؛ هو لاعب كرة قدم ياباني سابق كان يلعب كمدافع.

## وصلات خارجية
- كاتسويوكي ساإيتو على موقع رابطة كرة القدم اليابانية للمحترفين (اليابانية)